# 松平郷松平家
松平郷松平家（まつだいらごうまつだいらけ）は、三河国の豪族・松平氏の宗家。別名に松平太郎左衛門家（まつだいらたろうざえもんけ）・挙母松平家（ころもまつだいらけ）。
松平氏発祥の地・加茂郡松平郷（現・愛知県豊田市松平町）を所領とし、明治維新まで代々この地を領した。

## 概要
松平郷松平家の実質上の初代は、親氏流松平家の初代・松平親氏（14世紀後半頃）の長子とされる信広である（『松平太郎左衛門家16代信古年代覚書』では代数起算を親氏としている）。
信広の弟とされる松平氏三代・松平信光が所領を三河国平野部に拡張して額田郡岩津郷（岡崎市岩津町）に居城を移したとき、松平氏の元来の所領である山間部の松平郷が長子の信広に譲られたことにより、嫡子の信光系の松平本宗家（安祥松平家または岩津松平家））から別家された信広系の松平郷松平家（挙母松平家）が成立した。ただし、庶宗家と呼ばれるのは分家の一つ安祥松平家（徳川家）の成長後であり、元来の所領を受け継いだことから考えて、実際は名実共に嫡宗家と見られていたと考えられる。
信広は、親氏の岳父の松平信重まで代々の松平郷領主が名乗ってきた「太郎左衛門尉」の通称を受け継ぎ宗家として「松平太郎左衛門」を名乗ったとする。故に、この家の別名は、「挙母松平家」 とともに「松平太郎左衛門家」とも呼ばれる。信広以降の松平郷松平家の当主は「松平太郎左衛門」を歴代の通称とし、代々松平郷を継承した。
松平郷松平家は松平氏の宗家にあたるものの、平野部に進出した岩津松平氏の流れが戦国大名に発展していくのに対して、松平郷のみを領する土豪から発展することはなかった。16世紀には近隣を領する松平氏の一派、大給松平家の影響下に入るほどで、当時三河の各地で繁栄していた松平氏の一族を称していう「十八松平」にも数え入れられていない。
その後の当主は安祥松平家の松平親忠・松平清康・松平広忠に仕え、3代続けて戦死している。家康に仕えた由重も戦で重傷を負い、その後は戦場に出ることなく松平郷に閑居した。家康が関東に移封された際には松平郷は田中吉政の領地となった。由重の子尚栄は慶長18年（1613年）に家康に拝謁して松平郷210石を与えられ、大坂の陣後には林添村230石を加増され、合計440石を領するようになった。この際に課役を免除され、歳首ごとに領地から江戸に参勤するよう命じられた（交代寄合）。また子の信正は加茂郡内に200石を与えられたが、父に先立って没している。信正の弟信和は父の遺領を継ぎ、寄合となった。江戸に屋敷は与えられず、江戸に入った際は分家で江戸在府旗本の松平次郎左衛門家 か、奥殿の大給松平氏の屋敷の居候扱いとされた。
上記のとおり細々と、明治維新まで松平郷を領し続け、家名は現代まで続いている。昭和初期の当主、松平信博は映画音楽の作曲家として活躍した。2007年に死去した当主松平弘久は第一勧業銀行常務をつとめた。

## 歴代当主

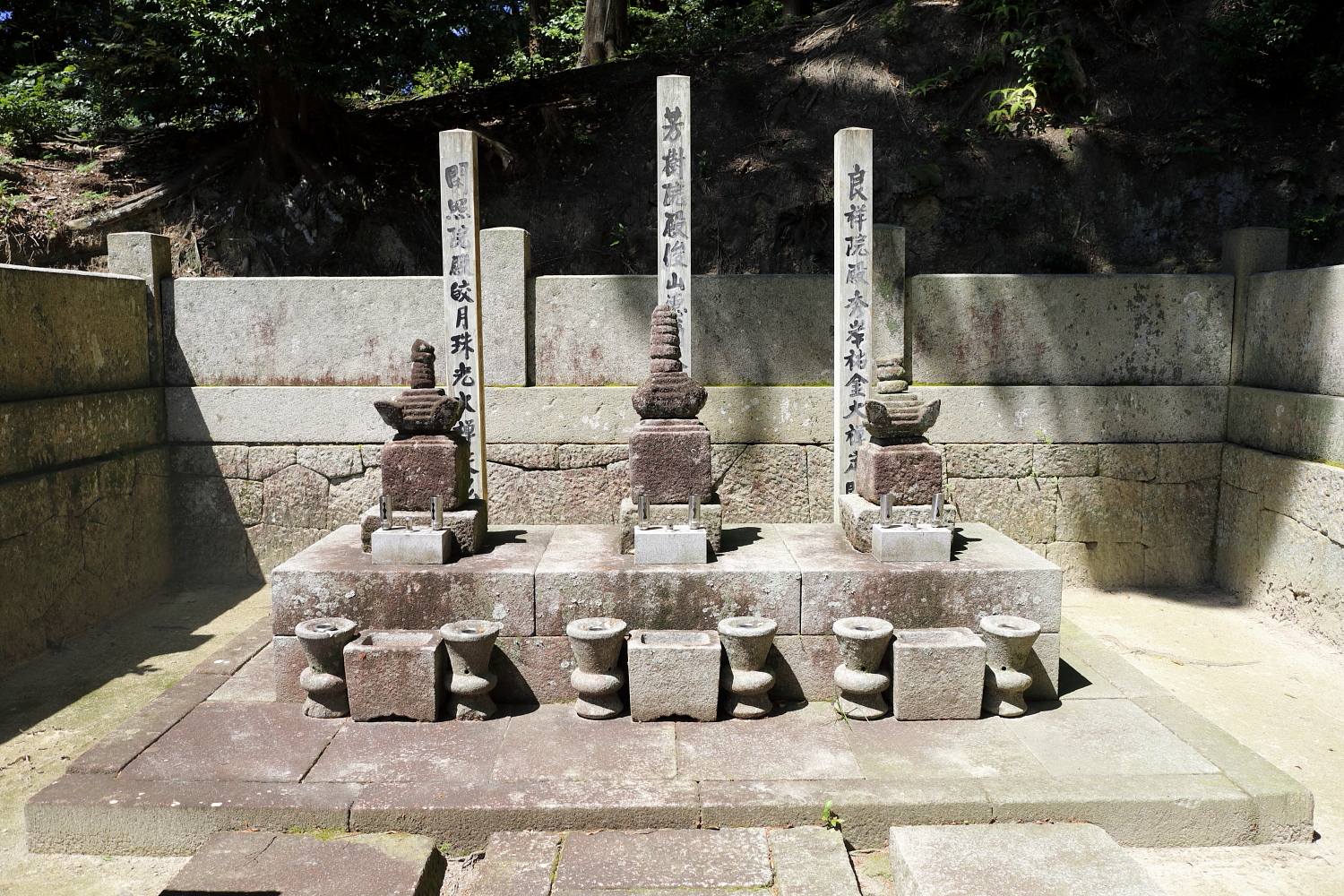
高月院にある初代親氏、第2代泰親墓 （2019年（令和元年）8月）
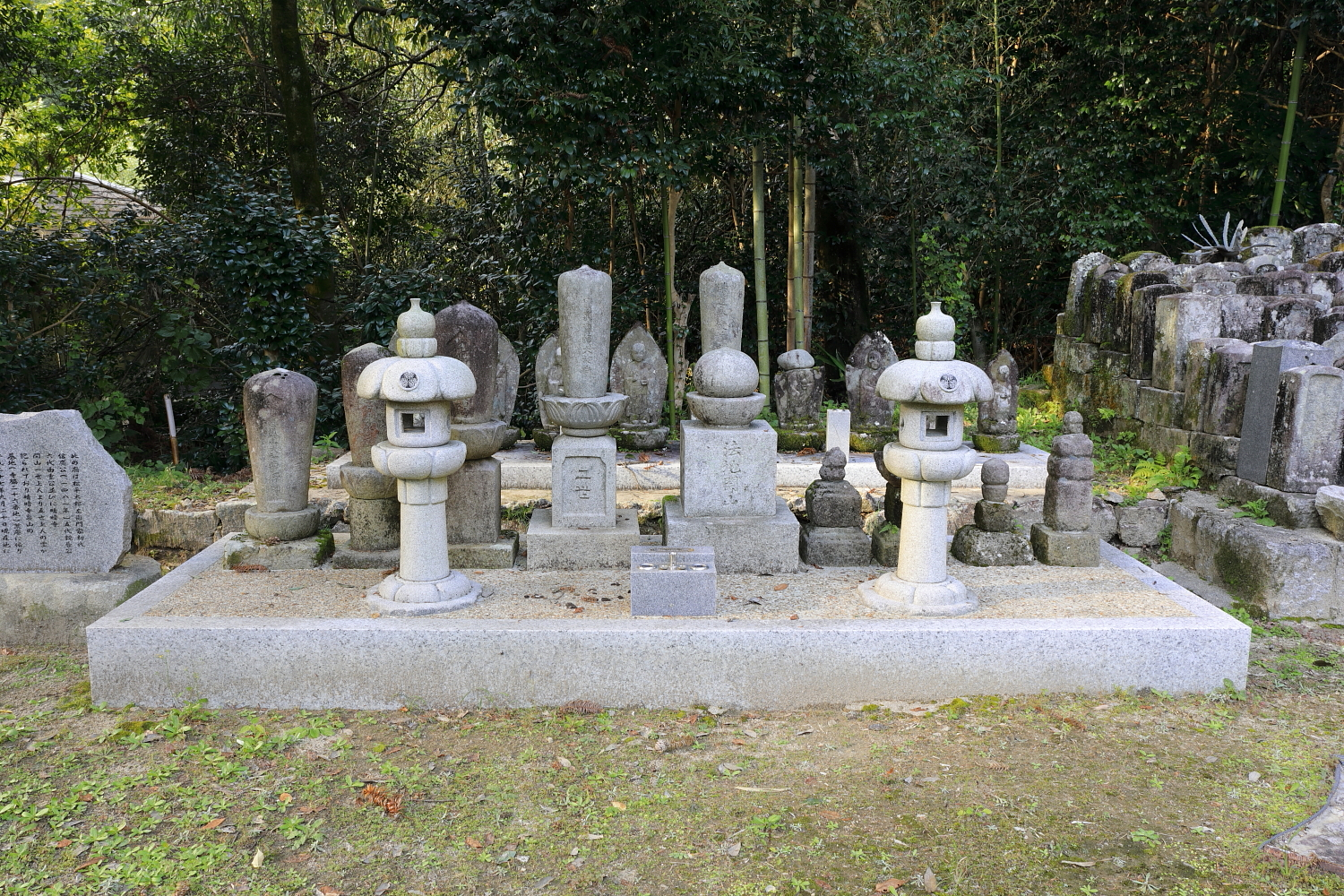
晴暗寺にある第3代信広、第7代親長、第8代由重墓 （2019年（令和元年）10月）
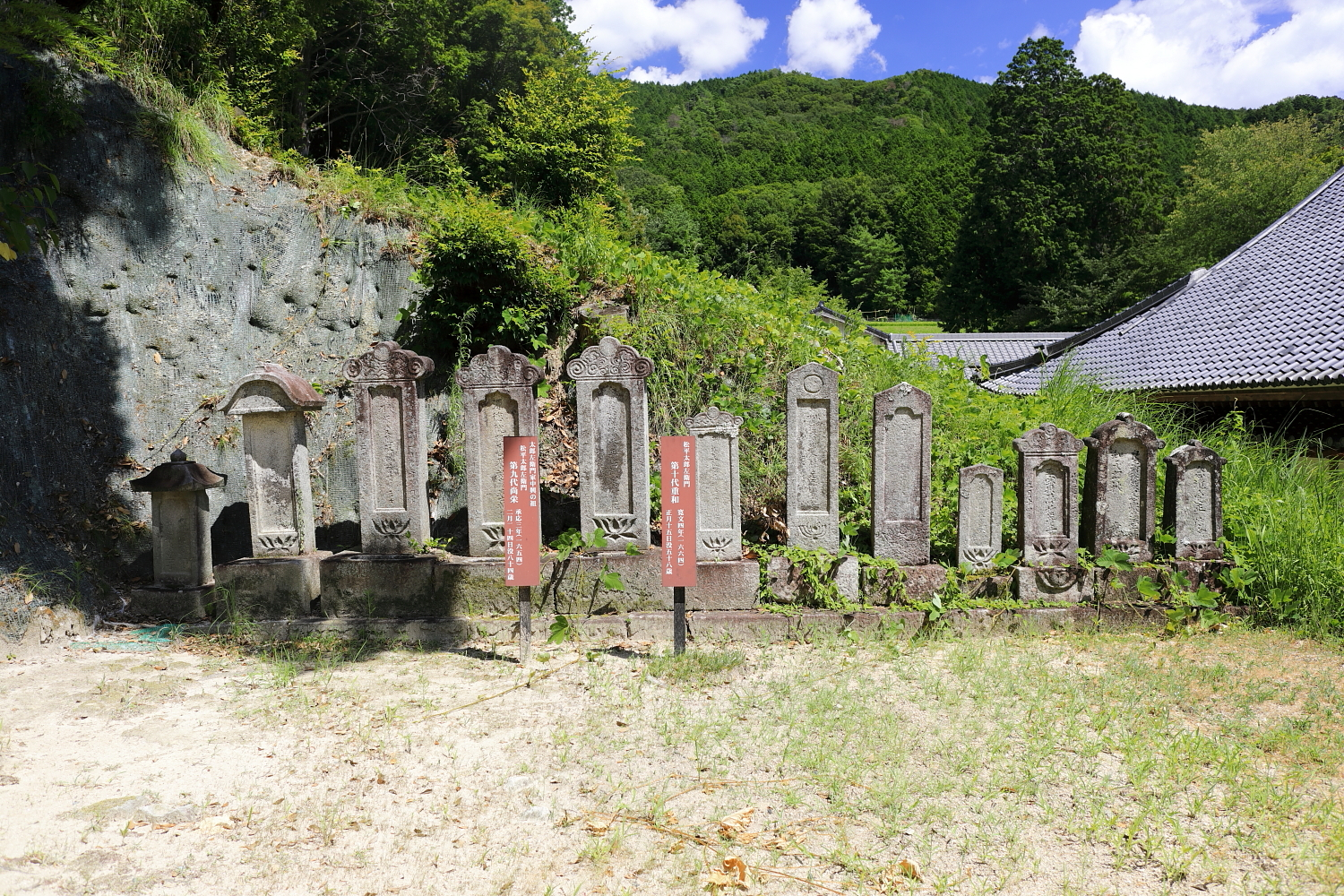
高月院にある第9代尚栄、第10代重和墓 （2019年（令和元年）8月）
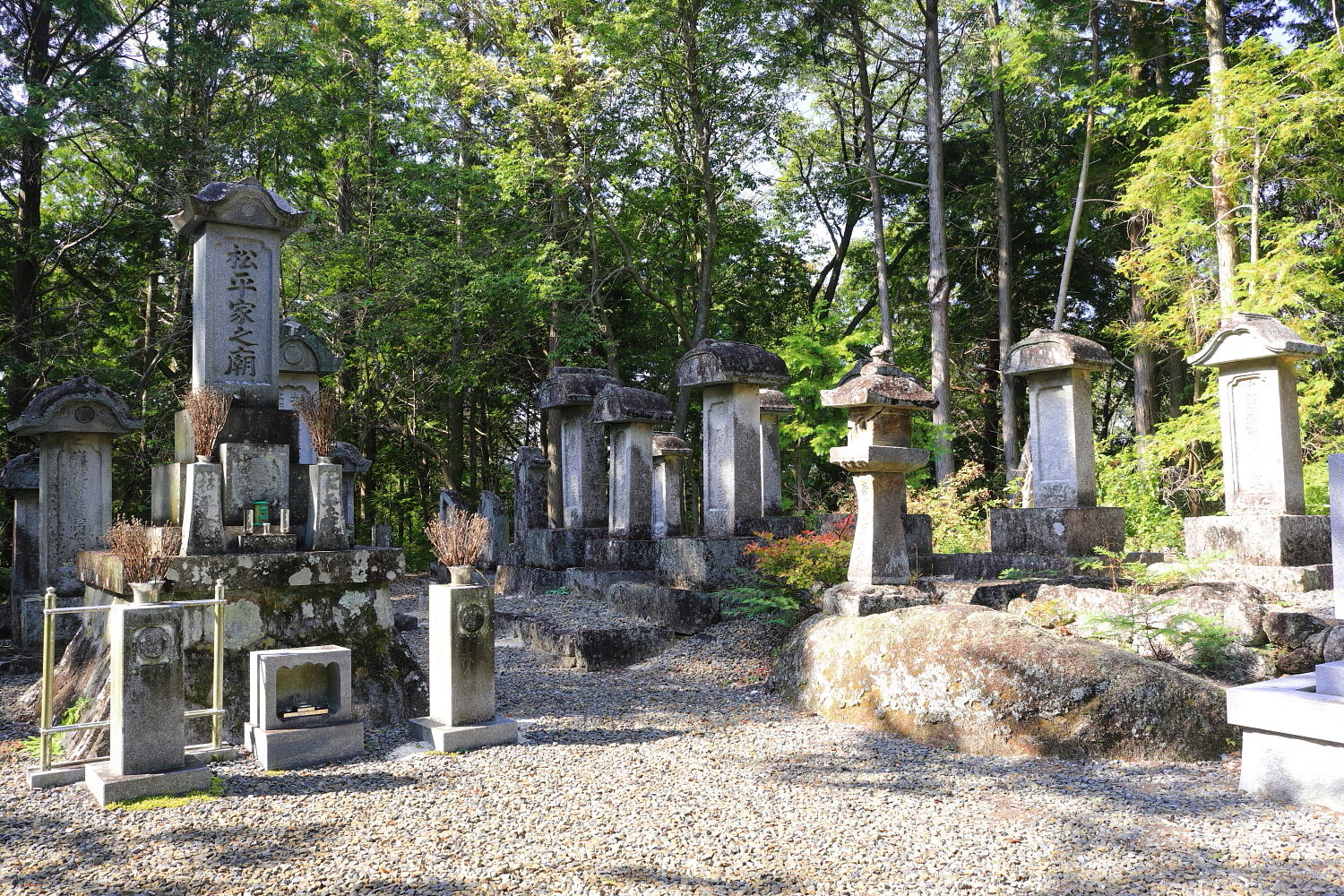
生ケ塚松平氏墓所（第11代信和以降） （2019年（令和元年）11月）

（松平信重）
1. 松平親氏（ちかうじ）
2. 松平泰親（やすちか）
3. 松平信広（のぶひろ）[6]
4. 松平長勝（ながかつ）[6]
5. 松平勝茂（かつしげ）[6]
6. 松平信吉（のぶよし）[6]
7. 松平親長（ちかなが）[6]
8. 松平由重（よししげ）[6]
9. 松平尚栄（なおよし）
10. 松平重和（しげふさ）
11. 松平信和（のぶふさ）[6]
12. 松平親貞（ちかさだ）
13. 松平尚澄（なおずみ）[6]
14. 松平親相（ちかすけ）[6]
15. 松平信乗（のぶのり）[6]
16. 松平信言（のぶゆき）[6]
17. 松平信汎
18. 松平頼載
19. 松平信英
20. 松平信博
21. 松平九洲男
22. 松平信泰
23. 松平英男
24. 松平弘久（ひろひさ）[5]
25. 松平輝夫[7]

- 高月院にある初代親氏、第2代泰親墓
（2019年（令和元年）8月）
- 晴暗寺にある第3代信広、第7代親長、第8代由重墓
（2019年（令和元年）10月）
- 高月院にある第9代尚栄、第10代重和墓
（2019年（令和元年）8月）
- 生ケ塚松平氏墓所（第11代信和以降）
（2019年（令和元年）11月）